# Gekijōban Naruto: Daigekitotsu! Maboroshi no chiteiiseki dattebayo
Gekijōban Naruto: Daigekitotsu! Maboroshi no chiteiiseki dattebayo (jap. 劇場版 NARUTO -ナルト- 大激突!幻の地底遺跡だってばよ) jest drugim filmem pełnometrażowym, który powstał na podstawie mangi Naruto autorstwa Masashiego Kishimoto. Jego premiera w Japonii odbyła się 6 sierpnia 2005 r. Film został wydany na DVD 28 kwietnia 2006 r.

## Bohaterowie
| Postacie                   | Dubbing japoński | Dubbing amerykański |
| -------------------------- | ---------------- | ------------------- |
| Naruto Uzumaki             | Junko Takeuchi   | Maile Flanagan      |
| Sakura Haruno              | Chie Nakamura    | Kate Higgins        |
| Shikamaru Nara             | Shōtarō Morikubo | Tom Gibis           |
| Gaara                      | Akira Ishida     | Liam O'Brien        |
| Kankurō                    | Yasuyuki Kase    | Michael Lindsay     |
| Temujin                    | Gamon Kaai       | Roger Craig Smith   |
| Kamina                     | Sachiko Kojima   | Jennifer Hale       |
| Ranke                      | Hōko Kuwashima   | Megan Hollingshead  |
| Kahiko                     | Nachi Nozawa     | Kyle Hebert         |
| Fugai                      | Urara Takano     | Kari Wahlgren       |
| Haido                      | Akio Nojima      | Douglas Rye         |
| Emina                      | Tomoka Kurokawa  | Michelle Ruff       |
| Temujin's Childhood Friend | Takako Honda     | Mona Marshall       |